# 3 TCN
Năm 3 TCN là một năm trong lịch Julius.